# 파이썬 소프트웨어 재단

심벌 마크

파이썬 소프트웨어 재단(Python Software Foundation, PSF)은 파이썬 프로그래밍 언어에 헌신하는 비영리 단체로서, 2001년 3월 6일 런칭했다. 이 단체의 임무는 파이썬 공동체의 개발을 발전시키고, 코어 파이썬 배포판 개발, 지식재산권 관리, 그리고 PyCon을 포함한 개발자 콘퍼런스, 기금 모으기를 포함한 파이썬 공동체 내의 다양한 프로세스를 책임진다.
2005년, 파이썬 소프트웨어 재단은 최첨단 기술 부문에서 컴퓨터월드 호라이즌 어워드를 받았다.